# Vlade Lazarevski
Vlade Lazarevski (Kruševac, 9. lipnja 1983.) bivši je makedonski nogometaš. Igrao na poziciji braniča.